# Landtagswahlkreis Neunkirchen
Der Wahlkreis Neunkirchen (Wahlkreis 14) ist ein Wahlkreis in Niederösterreich, der den politischen Bezirk Neunkirchen umfasst. Bei der Landtagswahl 2008 ging die Österreichische Volkspartei (ÖVP) mit 52,00 % als stärkste Partei hervor. Von den drei zu vergebenden Grundmandaten erreichten die ÖVP und die Sozialdemokratische Partei Österreichs (SPÖ) jeweils ein Grundmandat.

## Geschichte
Niederösterreich war bis 1992 in vier Wahlkreise unterteilt, wobei der Bezirk Neunkirchen zum Landtagswahlkreis Viertel unter dem Wienerwald gehörte. Mit der Landtagswahlordnung 1992 wurde die Zahl der Wahlkreise auf 21 erhöht und der Bezirk Neunkirchen zu einem eigenen Wahlkreis erhoben. Nach der Schaffung des Wahlkreises erzielte 1993 die SPÖ die Mehrheit im Wahlkreis, seit der Landtagswahl 1998 verfügt die über die Mehrheit im Wahlkreis. Von den drei zu vergebenden Mandaten erreichten ÖVP und SPÖ bei jeder Wahl jeweils ein Grundmandat.

## Wahlergebnisse
| Landtagswahlen im Wahlkreis Neunkirchen | Landtagswahlen im Wahlkreis Neunkirchen | Landtagswahlen im Wahlkreis Neunkirchen | Landtagswahlen im Wahlkreis Neunkirchen | Landtagswahlen im Wahlkreis Neunkirchen | Landtagswahlen im Wahlkreis Neunkirchen | Landtagswahlen im Wahlkreis Neunkirchen | Landtagswahlen im Wahlkreis Neunkirchen | Landtagswahlen im Wahlkreis Neunkirchen |
| --------------------------------------- | --------------------------------------- | --------------------------------------- | --------------------------------------- | --------------------------------------- | --------------------------------------- | --------------------------------------- | --------------------------------------- | --------------------------------------- |
| Wahltermin                              | GM                                      |                                         | ÖVP                                     | SPÖ                                     | FPÖ                                     | GRÜNE                                   | Sonstige                                |                                         |
| 16. Mai 1993                            |                                         | Stimmenanteile (%)                      | 37,60                                   | 41,49                                   | 11,68                                   | 3,13                                    | 6,10                                    |                                         |
| 16. Mai 1993                            | 3                                       | Grundmandate                            | 1                                       | 1                                       | 0                                       | 0                                       | 0                                       |                                         |
| 22. März 1998                           |                                         | Stimmenanteile (%)                      | 40,59                                   | 36,47                                   | 15,24                                   | 4,19                                    | 3,52                                    |                                         |
| 22. März 1998                           | 3                                       | Grundmandate                            | 1                                       | 1                                       | 0                                       | 0                                       | 0                                       |                                         |
| 30. März 2003                           |                                         | Stimmenanteile (%)                      | 47,77                                   | 40,95                                   | 3,80                                    | 6,25                                    | 1,22                                    |                                         |
| 30. März 2003                           | 3                                       | Grundmandate                            | 1                                       | 1                                       | 0                                       | 0                                       | 0                                       |                                         |
| 9. März 2008                            |                                         | Stimmenanteile (%)                      | 49,38                                   | 30,75                                   | 11,72                                   | 5,74                                    | 2,41                                    |                                         |
| 9. März 2008                            | 3                                       | Grundmandate                            | 1                                       | 1                                       | 0                                       | 0                                       | 0                                       |                                         |
| 3. März 2013                            |                                         | Stimmenanteile (%)                      | 47,97                                   | 25,96                                   | 8,60                                    | 6,29                                    | 11,19                                   |                                         |
| 3. März 2013                            | 3                                       | Grundmandate                            | 1                                       | 0                                       | 0                                       | 0                                       | 0                                       | 0                                       |
| 28. Jänner 2018                         |                                         | Stimmenanteile (%)                      | 45,50                                   | 28,90                                   | 17,13                                   | 4,55                                    | 3,92                                    |                                         |
| 28. Jänner 2018                         | 3                                       | Grundmandate                            | 1                                       | 1                                       | 0                                       | 0                                       | 0                                       |                                         |
| 29. Jänner 2023                         |                                         | Stimmenanteile (%)                      | 35,81                                   | 24,63                                   | 28,87                                   | 5,24                                    | 5,45                                    |                                         |
| 29. Jänner 2023                         | 3                                       | Grundmandate                            | 1                                       | 0                                       | 1                                       | 0                                       | 0                                       |                                         |